# Partnachplatz (métro de Munich)
Partnachplatz (en allemand : U-Bahnhof Partnachplatz) est une station de la ligne U6 du métro de Munich. Elle est située sous la Partnachplatz, dans le secteur de Sendling-Westpark, à Munich en Allemagne.

## Situation sur le réseau

Plan du métro (2020).

## Histoire
La station ouvre le 15 avril 1983 et est l'une des trois stations faites à l'occasion de l'International Garden Expo 83 au Westpark. Les murs de voie arrière sont constitués de panneaux muraux verts qui sont incurvés vers l'intérieur en haut. Les colonnes du milieu sont également recouvertes de tuiles vertes. Le plafond est recouvert de lattes d'aluminium sous lesquelles reposent les bandes lumineuses. Le sol est conçu avec un motif de galets Isar, où les carreaux sont interrompus à plusieurs reprises par des bandes longitudinales noires. Le seul accès se trouve au milieu, où un escalier mécanique et un ascenseur mènent directement à un bâtiment de réception, situé sur la Partnachplatz.

## Services aux voyageurs

### Intermodalité
La station est en correspondance avec la ligne d'omnibus 54 de la Münchner Verkehrsgesellschaft.